# 地素时尚
地素時尚（英語：DAZZLE；全称地素时尚股份有限公司，上交所：603587）是中華人民共和國一家女装品牌，定位為中高端，由马瑞敏在2002年于浙江温州創辦。2003年，公司搬迁至上海。2018年在上海證券交易所上市。

## 外部連結
- 官方网站